# 진양군 (1948년 선거구)
진양군은 대한민국의 옛 국회의원 선거구이다. 당시 경상남도 진양군 지역을 관할했다.

## 역사
제헌 국회의원 선거를 앞두고 진양군 전 지역을 관할하는 선거구로 신설되었다.
제6대 국회의원 선거를 앞두고 진주시 선거구와 통합되어 진주시·진양군 선거구를 이루게 됨에 따라 폐지되었다.

## 역대 국회의원
| 선거   | 정당 | 정당   | 의원   |
| ------ | ---- | ------ | ------ |
| 1948년 |      | 무소속 | 황윤호 |
| 1950년 |      | 무소속 | 하만복 |
| 1954년 |      | 자유당 | 황남팔 |
| 1958년 |      | 자유당 | 구태회 |
| 1960년 |      | 민주당 | 황남팔 |

## 역대 선거 결과

### 대한민국 제헌 국회의원 선거
|  | 35.95% |

|  | 32.90% |

|  | 17.00% |

|  | 8.81% |

|  | 5.32% |

### 대한민국 제2대 국회의원 선거
|  | 21.96% |

|  | 21.81% |

|  | 15.34% |

|  | 9.85% |

|  | 9.22% |

|  | 8.49% |

|  | 5.40% |

|  | 3.79% |

|  | 2.36% |

|  | 1.74% |

### 대한민국 제3대 국회의원 선거
|  | 43.00% |

|  | 19.36% |

|  | 17.10% |

|  | 10.52% |

|  | 10.00% |

|  | 0% |

|  | 0% |

### 대한민국 제4대 국회의원 선거
|  | 57.00% |

|  | 42.99% |

### 대한민국 제5대 국회의원 선거
|  | 36.94% |

|  | 29.77% |

|  | 15.05% |

|  | 15.04% |

|  | 3.18% |